# 柴山由崇
柴山 由崇（しばやま ゆたか、1972年5月10日 - ）は、日本の男性声優。以前は劇団21世紀FOXに所属していた。東京都出身。

## 出演
太字はメインキャラクター。

### テレビアニメ
- アークザラッド（イーガ・ラマダギア）
- 犬夜叉（村人達）
- おジャ魔女どれみシリーズ（暗黒大魔人、医者、客、サンタクロース 他）
- 空想科学世界ガリバーボーイ（マッチョマン）
- 金色のガッシュベル!!（ゲリュオス）
- デジモンテイマーズ（メガドラモン）
- デジモンフロンティア（キャンドモン）

### OVA
- ヴァリアブル・ジオ（研究員D）
- 銀河英雄伝説

### 吹き替え
- 奇蹟の輝き